# Victor Durez
Victor Durez est un musicien belge, prêtre catholique (chanoine) et maître de chapelle, né à Dour le 28 janvier 1848 et décédé à Tournai le 12 novembre 1918.

## Biographie
Victor Durez naît à Dour le 28 janvier 1848. Les textes ne mentionnent pas le détail de son parcours musical (encore qu'à l'époque, celui-ci fasse partie de la formation des séminaristes).
Au cours du dernier tiers du XIXe siècle, on le retrouve à la cathédrale Notre-Dame de Tournai, dont la maîtrise est alors très réputée.
En compagnie du chanoine Frédéric Maton, maître de chapelle de la cathédrale – lui-même excellent musicien formé au Conservatoire Royal de Bruxelles (auprès de François-Joseph Fétis) et Licencié en Théologie de l'Université de Louvain –, il entreprend le voyage à Ratisbonne (Allemagne). Là, sous l'inspiration de l'Abbé Franz Witt, naît le Mouvement cécilien qui se fixe pour objectif la restauration du chant grégorien (tombé en désuétude), le retour à la polyphonie vocale de type Palestrinien et, plus largement, la création d'un répertoire musical inspiré de la tradition chrétienne. C'est ainsi que, dans le dernier tiers du XIXe siècle jusqu'au début du siècle suivant, de nombreuses Écoles de Musique Sacrées sont créées, héritières des écoles cathédrales médiévales : Ratisbonne (Regensburger Domspatzen), Paris (Schola Cantorum), Rome (Institut pontifical de musique sacrée), Malines (Institut Lemmens).
De retour à Tournai vient l'idée, aux deux ecclésiastiques d'adapter le répertoire de la Maîtrise afin qu'il s'inscrive dans la mouvance Cécilienne (à partir de 1875) et de créer une école de musique sacrée. Ce sera l'École Saint-Grégoire, placée sous le patronyme du Pape Grégoire Ier, réformateur de la liturgie romaine et promoteur du chant qui porte son nom (chant grégorien).
Fondée en 1880, elle est associée à l'École Saint-Luc (elle-même érigée à Tournai par les Frères des écoles chrétiennes en 1877).
Destinée à former les choristes, l'École Saint-Grégoire ne tarde pas à se doter de cours d'orgue et d'harmonie (en 1882).
Elle suscite l'intérêt et les vifs encouragement de musiciens tels Peter Benoît, Edgar Tinel et César Franck, lors de son célèbre passage à Tournai en 1890 avec le Quatuor Ysaÿe et annonce les objectifs formulés par le Pape Pie X dans son Motu Proprio Inter Pastoralis officii sollitudes (1903).
En 1880, à la suite de la création de l'École Saint-Grégoire dont il devient le premier directeur, le chanoine Frédéric Maton transmet sa charge de directeur de la Maîtrise de la cathédrale au chanoine Victor Durez, qui l'exerce jusqu'en 1894.
En 1891, Mgr Isidore-Joseph du Rousseaux, évêque de Tournai, confie la direction de l'École Saint-Grégoire à l'abbé Joseph-Jules Dedoncker (charge qu'il conserve jusqu'en 1946). L'École acquiert alors un statut diocésain (et n'est plus reliée à l'École Saint-Luc, comme à l'origine).
Le chanoine Victor Durez décède à Tournai le 12 novembre 1918.
En 1987, l'École Saint-Grégoire prend le nom d'Académie de musique Saint-Grégoire.